# منقل

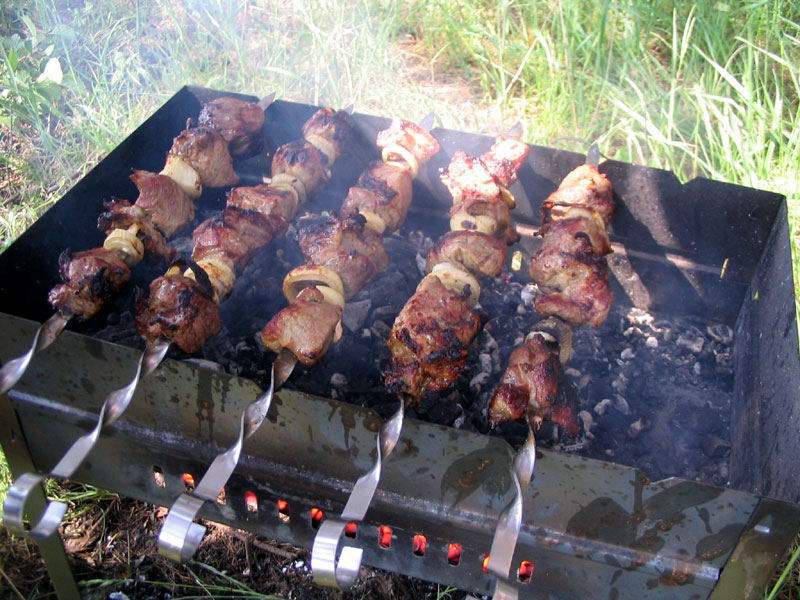
منقل کباب

منقل آتش‌دانی است که با آن آتش را منتقل یا نگهداری می‌کنند. از منقل برای پخت غذا به روش کباب کردن استفاده می‌شود. غذایی را که با منقل پخته می‌شود کباب می‌گویند. مانند جوجه کباب، کباب چنجه و کباب کوبیده. منقلی که برای کباب استفاده می‌شود، فلزی یا آجری است.
منقل‌ها با گاز طبیعی، بوتان، چوب یا زغال افروخته به عنوان سوخت، کار می‌کنند.
گاهی از منقل فقط برای تولید زغال افروخته استفاده می‌شود. این گونه منقل در کنار وافور یا قلیان به عنوان ابزار تدخین به کار می‌رود.